# Club Gimnasia Rítmica Manises
El Club Gimnasia Rítmica Manises, conocido por CGR MANISES es un club de élite de gimnasia rítmica y que se fundó en 1987 en la ciudad de Manises (Valencia) España. 

## Historia
El CGR MANISES nace el 15 de abril de 1987 (inicialmente bajo la denominación de "club Chemar") con la idea de sentar las bases de la escuela y cimentar la creación de lo que en el futuro sería el equipo de competición.
Si bien los inicios a finales de la década de los 80 fueron modestos no tardaron en llegar los primeros éxitos deportivos. El trabajo conjunto del entonces Director de la Fundació Municipal d'Esports y  exjugador profesional de fútbol del Valencia C.F. Luis Vilar Botet y de la actual Directora Técnica del CGR Manises, Teresa Santamaría Rodrigo cimentaron y consolidaron un proyecto deportivo y social que 25 años después sigue siendo un referente social y deportivo.

### La escuela
La Escuela fue, y es, la piedra angular del proyecto del Club para fomentar este gran deporte. Si algo caracteriza la metodología que se aplica en el plan formativo de esta entidad es la consideración de que los primeros años de educación son fundamentales para el desarrollo del niño. Es la etapa de formación física, intelectual, afectiva, social y moral. 
Más de 100 alumnas y gimnastas pasan cada año por las actividades formativas, Campus de Verano o formando parte de las diferentes categorías del equipo de competición.

### La cantera
El Club ha evolucionando con el paso del tiempo consolidando la escuela como cantera de futuras promesas. El nivel de exigencia del Equipo Técnico a lo largo de estos años ha permitido ver el ascenso de alumnas de la escuela hasta niveles de élite, triunfando como Campeonas Provinciales (Paula Vilar), Autonómicas (Beatriz Ruiz), Campeonas de España (Jessica Ruiz, Lucia Sáez y Cristina Sanchis), formando parte de la Selección Nacional Júnior, (Lucia Sáez) o en la selección nacional Absoluta (Inés Sanchís).

### Principales hitos deportivos
- - 2002-03 LUCIA SAEZ   1ª gimnasta del Club llamada por la Selección Nacional Junior
  - 2005 JESSICA RUIZ 1ª gimnasta de Valencia Campeona de España de 1ª Categoría (2005)
  - 2008 Ascenso a primera categoría en Zaragoza
  - 2010-11 INES SANCHIS  1ª gimnasta del Club en formar parte de la Conjunto Nacional Absoluto.

## Trofeo
El TROFEO CIUDAD DE MANISES pasa por ser uno de los eventos de mayor prestigio del panorama deportivo de la Gimnasia Rítmica a nivel Nacional e Internacional.
Si bien tuvo un periodo de ausencia en el calendario por la imposibilidad de hacer coincidir fechas con la planificación deportiva del club, en los últimos años ha contado con la participación de los principales Clubs de la Comunidad Valencia, selecciones internacionales y muy especialmente con la presencia de la Selección Nacional.
La dimensión organizativa del evento es elevada pero el riguroso grado de exigencia de la entidad tiene como objetivo fundamental mejorar siempre la siguiente edición.

## LA fundación municipal de deportes de Manises
El CGR MANISES trabaja y colobara conjuntamente con la FUNDACIÓ MUNICIPAL D'EPORTS DE MANISES con la Escuela del club y con el uso de las instalaciones del Pabellón Municipal Luis Vilar Botet (C/ Les Simetes s/n  46940 Manises-Valencia), que además de ser el lugar de entrenamiento sirve de sede oficial del Club. 
.

## Palmarés deportivo
- - 2012 - Primera 3ª Clasificadas Copa de España Ana Ortega y Mar Gómez-Pantoja Benidorm. ALICANTE
  - 2011 - Primera 12ª Clasificadas Cto de España de Conjuntos. ZARAGOZA
  - 2011 - Primera 14ª Clasificada Cto. de España Individual Gemma Ballesteros. LA CORUÑA)
  - 2011 - Senior Subcampeonas de España de Clubes Gemma Ballesteros, Ana Ortega y Mar Gómez-Pantoja. LA CORUÑA)
  - 2011 - Senior Campeonas de España por Autonomías Gemma Ballesteros, Ana Ortega y Mar Gómez-Pantoja. LA CORUÑA
  - 2011 - Senior 5ª Clasificada de España Final Cinta Mar Gómez-Pantoja. LA CORUÑA
  - 2011 - Senior 6 Clasificada de España Final Mazas Ana Ortega. LA CORUÑA
  - 2010 - Primera Subcampeona del Cto CSD de España Gemma Ballesteros. SALAMANCA
  - 2010 - Primera 5ª Clasificada Cto. de España Individual Gemma Ballesteros. ZARAGOZA
  - 2010 - Primera 3ª Clasificada de España Final Aro Gemma Ballesteros. ZARAGOZA
  - 2010 - Senior 3ª Clasificadas de España de Clubes Jessica Ruiz, Gemma Ballesteros y Ana Ortega. ZARAGOZA
  - 2010 - Senior Campeonas de España por Autonomías Jessica Ruiz, Gemma Ballesteros y Ana Ortega. ZARAGOZA
  - 2010 - Primera 4ª Clasificadas Copa REINA SOFÍA Jessica Ruiz y Gemma Ballesteros. PALENCIA
  - 2010 - Junior 7ª Clasificada Cto. de España Individual Natalia García. ZARAGOZA
  - 2010 - Junior Campeonas de España por Autonomías Natalia García. ZARAGOZA
  - 2010 - Primera 6ª Clasificadas Cto de España de Conjuntos en ZARAGOZA
  - 2010 - Senior 16ª Clasificada Cto. de España Individual Ana Ortega. ZARAGOZA
  - 2009 - Primera 3ª Clasificada de España Final Pelota Gemma Ballesteros. Ponferrada (LEÓN)
  - 2009 - Primera 6ª Clasificada Cto. de España Individual Gemma Ballesteros. Ponferrada (LEÓN)
  - 2009 - Junior Campeonas de España por Autonomías Inés Sanchís, Ana, Ortega y Nuria Sancho. ZARAGOZA
  - 2009 - Primera Subcampeona de España Final Aro Gemma Ballesteros. Ponferrada (LEÓN)
  - 2009 - Junior Campeonas de España de Clubes Inés Sanchís, Ana, Ortega y Nuria Sancho. ZARAGOZA
  - 2009 - Primera 4ª Clasificadas Copa REINA SOFÍA Jessica Ruiz y Gemma Ballesteros. Aguilar de Campoo (PALENCIA)
  - 2009 - Primera 6ª Clasificadas Cto de España de Conjuntos en VALLADOLID
  - 2009 - Primera Subcampeona de España Individual Jessica Ruiz. Ponferrada (LEÓN)
  - 2008 - Infantil 7ª Clasificada XXXIV Cto. España Individual INÉS SANCHÍS. Ponferrada (LEÓN)
  - 2008 - Infantil Subcampeona Final Mazas XXXIV Cto. España Individual INÉS SANCHÍS. Ponferrada (LEÓN)
  - 2008 - Junior 3ª Clasificadas XXXIV Cto. España Conjuntos en ZARAGOZA
  - 2008 - Junior 4ª Clasificada XXXIV Cto. de España Individual GEMMA BALLESTEROS. Ponferrada (LEÓN)
  - 2008 - Junior 3ª Clasificada Final Cuerda XXXIV Cto. España Individual GEMMA BALLESTEROS. Ponferrada (LEÓN)
  - 2008 - Junior Ascenso a 1ª Categoría de Conjuntos
  - 2008 - Junior Ascenso a 1ª Categoría de GEMMA BALLESTEROS
  - 2008 - Primera 3ª Clasificada Copa REINA SOFÍA JESSICA RUIZ. ÁVILA
  - 2008 - Junior 4ª Clasificada CSD de España Gemma Ballesteros. Torre-Pacheco (MURCIA)
  - 2007 - Primera 3ª Clasificada Final Mazas XXXIII Cto. España Individual JESSICA RUIZ. LOGROÑO (LA RIOJA)
  - 2007 - Infantil Campeonas del XII Cto. España de Clubes INÉS SANCHÍS - ANA ORTEGA. VALLADOLID
  - 2007 - Infantil Campeonas del XII Cto. España Autonomías INÉS SANCHÍS - ANA ORTEGA. VALLADOLID
  - 2007 - Infantil Subcampeonas Final Aro-Pelotas XXXIII Cto. España Conjuntos en GRANADA
  - 2007 - Infantil 4ª Clasificadas XXXIII Cto. España Conjuntos en GRANADA
  - 2007 - Primera 3ª Clasificada Final Aro XXXIII Cto. España Individual JESSICA RUIZ. LOGROÑO (LA RIOJA)
  - 2007 - Primera 3ª Clasificada Final Cuerda XXXIII Cto. España Individual JESSICA RUIZ. LOGROÑO (LA RIOJA)
  - 2007 - Primera Campeona del XXXIII Cto. España Individual JESSICA RUIZ. LOGROÑO (LA RIOJA)
  - 2007 - Primera 3ª Clasificada Copa Reina Sofia JESSICA RUIZ. Ponferrada (LEÓN)
  - 2006 - Alevín Campeonas del XI Cto. España Autonomías INÉS SANCHÍS. Roquetas de Mar (ALMERÍA)
  - 2006 - Alevín Campeona del XI Cto. España de Clubes INÉS SANCHÍS. Roquetas de Mar (ALMERIA)
  - 2006 - Primera 3ª Clasificada Final Pelota XXXII Cto. España Individual JESSICA RUIZ. LEÓN
  - 2006 - Primera 3ª Clasificada XXXII Cto. España Individual JESSICA RUIZ. LEÓN
  - 2005 - Benjamín 3ª Clasificada del II Cto. España Base Individual MERITXELL HERNÁEZ. San Javier (MURCIA)
  - 2005 - Primera 3ª Clasificada Final Pelota XXXI Cto. España Individual JESSICA RUIZ. Benicarló (CASTELLÓN)
  - 2005 - Primera Campeona del XXXI Cto. España Individual JESSICA RUIZ Benicarló (CASTELLÓN)
  - 2005 - Primera 3ª Clasificada Final Cuerda XXXI Cto. España Individual JESSICA RUIZ. Benicarló (CASTELLÓN)
  - 2005 - Primera 3ª Clasificada Final Mazas XXXI Cto. España Individual JESSICA RUIZ. Benicarló (CASTELLÓN)
  - 2005 - Primera 3ª Clasificada Final Cinta XXXI Cto. España Individual JESSICA RUIZ. Benicarló (CASTELLÓN)
  - 2004 - Benjamín Campeona del I Cto. España Base Individual INÉS SANCHÍS. San Javier (MURCIA)
  - 2004 - Benjamín Campeonas I Cto. España Base Conjuntos en San Javier (MURCIA)
  - 2004 - Infantil 3ª Clasificadas I Cto. España Base Conjuntos en San Javier (MURCIA)
  - 2004 - Junior 4ª Clasificada XXX Cto. España Individual JESSICA RUIZ. ALICANTE
  - 2004 - Junior Subcampeona Final Mazas XXX Cto. España Individual JESSICA RUIZ. ALICANTE
  - 2004 - Junior 3ª Clasificada Final Cuerda XXX Cto. España Individual JESSICA RUIZ. ALICANTE
  - 2004 - Junior 3ª Clasificada Final Cinta XXX Cto. España Individual JESSICA RUIZ. ALICANTE
  - 2004 - Junior Ascenso a 1ª Categoría de JESSICA RUIZ
  - 2003 - Junior 5ª Clasificadas XXIX Cto. España FINAL APARATOS en Torrevieja (Alicante)
  - 2003 - Benjamín Campeonas I Cto. Autonómico Promesas Conjuntos en Benicarló (Castellón)
  - 2003 - Junior Campeonas del VIII Cto. España Autonomías JESSICA RUIZ Y CRISTINA SANCHÍS. LOGROÑO (LA RIOJA)
  - 2003 - Junior Subcampeonas del VIII Cto. España Clubes JESSICA RUIZ Y CRISTINA SANCHÍS. LOGROÑO (LA RIOJA)
  - 2002 - Infantil Campeonas de España de Clubes JESSICA RUIZ Y LUCIA SÁEZ. Arganda del Rey (MADRID)
  - 2002 - Infantil 4ª Clasificadas XXVIII Cto. España Conjuntos en MURCIA
  - 2002 - Infantil Campeonas del VII Cto. España Autonomías JESSICA RUIZ Y LUCIA SÁEZ. Arganda del Rey (MADRID)
  - 2000 - Alevín 3ª Clasificadas XXVI Cto. España Conjuntos en MÁLAGA
  - 1996 - Junior 3ª Clasificada Cto. España Individual NORMA ÁLVAREZ. Gijón (ASTURIAS)
  - 1995 - Senior Campeona de España Individual MIRIAM BARROCAL. VALENCIA
  - 1995 - Senior Campeonas Copa REINA SOFÍA MIRIAM BARROCAL Y ANA BELÉN POZO
  - 1994 - Infantil Campeona de España Individual NORMA ÁLVAREZ. GUADALAJARA
  - 1994 - Senior 4ª Clasificada Cto. España Individual SOL GOMIS. GUADALAJARA
  - 1994 - Senior 4ª Clasificada Cto. España Individual MIRIAM BARROCAL. VALLADOLID
  - 1993 - Senior Subcampeona de España Individual ANA BELÉN POZO. ZARAGOZA
  - 1993 - Senior Campeonas Copa REINA SOFÍA MIRIAM BARROCAL Y ANA BELÉN POZO
  - 1993 - Senior Campeona de España Individual MIRIAM BARROCA. VALENCIA
  - 1992 - Infantil Subcampeona Cto. España Conjuntos en Gijón (ASTURIAS)
  - 1992 - Senior 3ª Clasificada Cto. España Individual ANA BELÉN POZO. MADRID
  - 1991 - Infantil 3ª Clasificadas Cto. España Conjuntos en ZARAGOZA
  - 1991 - Junior Campeona de España Individual Ana Belén Pozo. ALICANTE
  - 1990 - Infantil 3ª Clasificada Cto. España Individual Miriam Barrocal. GUADALAJARA